# Bradea anomala
Bradea anomala é uma espécie de planta do gênero Bradea e da família Rubiaceae. 

## Taxonomia
A espécie foi descrita em 1949 por Alexander Curt Brade. 

## Forma de vida
É uma espécie rupícola e subarbustiva. 

## Descrição
| Caule                      | Caule                                          |
| -------------------------- | ---------------------------------------------- |
| caule                      | ereta                                          |
| Folha                      |                                                |
| folha                      | peciolada                                      |
| folha indumento            | glabro                                         |
| folha margem               | plana                                          |
| Inflorescência             |                                                |
| tipo de sinflorescência    | frondosa bracteada                             |
| disposição dos paracládios | dicásio caule padrão                           |
| Flor                       |                                                |
| número de cálices por lobo | 2/3                                            |
| cor da corola              | com alvo tubo e lilás lobo/completamente lilás |

## Conservação
A espécie faz parte da Lista Vermelha das espécies ameaçadas do estado do Espírito Santo, no sudeste do Brasil. A lista foi publicada em 13 de junho de 2005 por intermédio do decreto estadual nº 1.499-R. 

## Distribuição
A espécie é encontrada no estado brasileiro do Espírito Santo. 
A espécie é encontrada no domínio fitogeográfico de Mata Atlântica, em regiões com vegetação de vegetação sobre afloramentos rochosos.